# Colin Slee
Colin Bruce Slee OBE (* 10. November 1945 in London; † 25. November 2010) war ein britischer Theologe der anglikanischen Kirche und von 1994 bis zu seinem Tod Dekan der Southwark Cathedral.

## Leben
Slee wurde 1945 als Sohn eines Polizisten in London geboren. Nach Beendigung der Schule verbrachte er fast zwei Jahre als Mitglied des Voluntary Service Overseas in Papua-Neuguinea, bevor er am King’s College London Theologie studierte und sich danach am St Augustine's College in Canterbury auf das Priesteramt vorbereitete. 1970 wurde er zum Priester geweiht.
Slee war von 1970 bis 1973 Kurat der St Francis Church in Norwich und wurde danach Kurat von Great St Mary's, der Universitätskirche in Cambridge, sowie Kaplan im Girton College, das zu diesem Zeitpunkt ein College für Frauen war. 1976 erfolgte seine Ernennung zum Kaplan des King's College London. 1982 zog er nach St Albans, wo er bis 1994 Canon Residentiary und Sub-Dean der St Albans Cathedral und für pastorale Aufgaben zuständig war. 1994 wurde Slee der Provost der Southwark Cathedral; dieser Titel wurde 2000 in Dekan geändert.
Slee war ebenfalls aktiv in der Kirchenpolitik tätig und äußerte sich oft in Debatten zu kirchlichen Themen. Der Generalsynode gehörte er seit 1995 an. Daneben war er seit 2006 Mitglied im Crown Nominations Committee, das für die Auswahl neuer Bischöfe und die Besetzung anderer hoher Kirchenämter zuständig war. 2001 wurde er als Officer in den Order of the British Empire aufgenommen. Im selben Jahr wurde er Fellow des King's College London.
Juni 2010 lud er Katharine Jefferts Schori, Presiding Bishop der Episkopalkirche der Vereinigten Staaten von Amerika, dazu ein, in der Southwark Cathedral zu predigen.
Bei Untersuchungen infolge eines im Herbst 2010 während eines Mallorca-Urlaubs erlittenen Sturzes wurde bei Slee inoperabeler Pankreaskrebs diagnostiziert. Wenige Wochen später erlag er dieser Erkrankung.
Slee war seit 1971 mit der aus Neuseeland stammenden Edith Tryon verheiratet und hatte mit ihr einen Sohn und zwei Töchter.
Daneben hatte das Paar zwei Pflegekinder, die sie später adoptierten. Slee war Vorsitzender der Tutu Foundation. Des Weiteren war er im Winston Churchill Memorial Trust Fellowship, der British School of Osteopathy und dem International Network Focus on New Religious Movements aktiv.

## Innerkirchliches Wirken
Slee galt als streitbare Gestalt innerhalb der Church of England mit liberalen Ansichten zu Frauenordination und Homosexualität. Er war ein enger Freund von Erzbischof Desmond Tutu und Erzbischof Rowan Williams. Auch mit dem Theologen Jeffrey John verband ihn eine Freundschaft. Als diesem 2003 wegen seiner Homosexualität das Bischofsamt verwehrt wurde, setzte sich Slee für ihn ein und trat Johns konservativen Kritikern entgegen. Die von Erzbischof Williams als Oberhaupt der Church of England eingenommene Haltung stieß bei Slee auf harsche Kritik.
Slee selbst sah sich als Priester in anglo-katholischer Tradition. Er vertrat orthodoxe Ansichten in Bezug auf die Gestaltung des Gottesdienstes und angemessene Kleidung von Priestern. Beispielsweise schlug er vor, dass der in der Southwark Cathedral tätige Klerus schwarze Hemden tragen solle, um auf Geschichte und Ursprung hinzuweisen, welche tief in der monastischen Tradition verwurzelt ist. 
Auch war er ein Gegner evangelikaler Strömungen in der anglikanischen Kirche und bemühte sich, deren Einfluss im Crown Nominations Committee zurückzudrängen. Was ihm, wie im Falle der nicht zustande gekommenen Bischofsernennung von Jeffrey John, nicht immer gelang. Als der evangelikale Bischof von Rochester Michael Nazir-Ali eine Teilnahme an der Lambeth-Konferenz 2008 ablehnte, beschuldigte ihn Slee des Versuchs der Kirchenspaltung und stellte Nazir-Alis weiteres Verbleiben in der anglikanischen Kirche in Frage.
Slees Ansichten insgesamt führten dazu, dass er als ein für das Bischofsamt zu kontroverser Kandidat angesehen wurde, was ihn eine Ernennung innerhalb der Church of England, sowie 2007 die Ernennung zum Bischof von Christchurch kostete. Vor allem in Neuseeland traf seine mögliche Ernennung auf heftige Kritik konservativer Kreise.

## Schriften (Auswahl)
- New Religious Movements and the Church veröffentlicht in New religious movements: challenge and response (1999)